# Lepjochin-Gletscher
Der Lepjochin-Gletscher (russisch Ледник Лепёхин Lednik Lepjochin) ist ein 60 km Gletscher im ostantarktischen Mac-Robertson-Land. Er fließt von der Ostflanke des Mawson Escarpment in nordnordwestlicher Richtung und mündet östlich des Clemence-Massivs in die Ostflanke des Lambert-Gletschers. 
Sowjetische Wissenschaftler benannten den Gletscher 1987 nach dem russischen Botaniker und Mediziner Iwan Iwanowitsch Lepjochin (1740–1802).